# Kenzo Goudmijn
Kenzo Goudmijn (Heerhugowaard, 18 december 2001) is een Nederlands voetballer die als middenvelder bij Derby County FC speelt. Hij is de zoon van Kenneth Goudmijn.

## Carrière

### AZ
Kenzo Goudmijn speelde in de jeugd van VV Reiger Boys en AZ. Hij debuteerde voor Jong AZ in de Eerste divisie op 16 maart 2018, in de met 4-1 gewonnen thuiswedstrijd tegen Almere City FC. Hij kwam in de 82e minuut in het veld voor Matthijs Hardijk. Op 13 april 2018 scoorde hij zijn eerste goal in betaalde voetbal in de met 3-1 gewonnen wedstrijd tegen MVV Maastricht. Zijn debuut in het eerste elftal van AZ maakte hij op 16 mei 2019. De toen 17-jarige middenvelder viel op de slotdag van de Eredivisie in de uitwedstrijd tegen Excelsior (4-2 verlies) tien minuten voor tijd in. Tussen 2018 en 2021 speelde Goudmijn veel voor Jong AZ in de Eerste Divisie en viel hij sporadisch in bij het 'grote' AZ. 

### Sparta Rotterdam
In de zomer van 2021 verhuurde AZ Goudmijn aan Sparta Rotterdam, zodat hij elders Eredivisiespeeltijd kon opdoen. Op 15 augustus 2021 maakte hij tegen FC Utrecht (4-0 nederlaag) zijn debuut voor Sparta. Toch bleef het bij invalbeurtjes van rond de 20 minuten, waardoor AZ hem in de winterstop terughaalde naar AZ.

### Excelsior
Goudmijn hoefde zijn woning in Rotterdam niet achter te laten, want hij werd meteen weer verhuurd, ditmaal aan stadsgenoot Excelsior Rotterdam, dat een niveautje lager actief was. Op 14 januari maakte hij zijn debuut voor Excelsior in het 0-0 gelijkspel met De Graafschap. Op 11 maart maakte Goudmijn zijn eerste doelpunt voor Excelsior in de 5-2 overwinning op FC Volendam. Met Excelsior dwong hij deelname af aan de play-offs om promotie, waarin hij in de eerste ronde tegen Roda JC zijn tweede goal voor de club maakte. Uiteindelijk won Goudmijn met Excelsior de finale van de play-offs van ADO Den Haag, waardoor Excelsior promoveerde naar de Eredivisie. Excelsior huurde hem vervolgens nog een seizoen van AZ. In de tweede speelronde tegen Vitesse (3-1 overwinning) op 12 augustus 2022 scoorde Goudmijn zijn eerste Eredivisiegoal.

### AZ
AZ was tevreden over de ontwikkeling van Goudmijn bij Excelsior en beloonde dit met een nieuw contract. Hij verlengde zijn bestaande contract tot 2026.

### Derby County FC
Goudmijn vertrok in de zomer van 2024 naar het Engelse Derby County FC. Hij tekende daar een contract tot 2028.

## Statistieken

### Beloften
| Seizoen         | Club            | Competitie      | Totaal | Totaal |
| Seizoen         | Club            | Competitie      | Wed.   | Dlp.   |
| --------------- | --------------- | --------------- | ------ | ------ |
| 2017/18         | Jong AZ         | Eerste divisie  | 7      | 1      |
| 2018/19         | Jong AZ         | Eerste divisie  | 31     | 2      |
| 2019/20         | Jong AZ         | Eerste divisie  | 22     | 0      |
| 2020/21         | Jong AZ         | Eerste divisie  | 23     | 4      |
| 2021/22         | Jong AZ         | Eerste divisie  | 0      | 0      |
| 2022/23         | Jong AZ         | Eerste divisie  | 0      | 0      |
| 2023/24         | Jong AZ         | Eerste divisie  | 1      | 0      |
| Beloften totaal | Beloften totaal | Beloften totaal | 84     | 7      |

### Senioren
| Seizoen                   | Club                  | Competitie     | Competitie | Competitie | Beker | Beker | Overig | Overig | Totaal | Totaal |
| Seizoen                   | Club                  | Competitie     | Wed.       | Dlp.       | Wed.  | Dlp.  | Wed.   | Dlp.   | Wed.   | Dlp.   |
| ------------------------- | --------------------- | -------------- | ---------- | ---------- | ----- | ----- | ------ | ------ | ------ | ------ |
| 2018/19                   | AZ                    | Eredivisie     | 1          | 0          | 0     | 0     | 0      | 0      | 1      | 0      |
| 2019/20                   | AZ                    | Eredivisie     | 1          | 0          | 1     | 0     | 0      | 0      | 2      | 0      |
| 2020/21                   | AZ                    | Eredivisie     | 3          | 0          | 0     | 0     | 0      | 0      | 3      | 0      |
| 2021/22                   | → Sparta Rotterdam    | Eredivisie     | 11         | 0          | 1     | 0     | 0      | 0      | 12     | 0      |
| 2021/22                   | → Excelsior Rotterdam | Eerste divisie | 18         | 1          | 0     | 0     | 6      | 1      | 24     | 2      |
| 2022/23                   | → Excelsior Rotterdam | Eredivisie     | 34         | 4          | 2     | 0     | 0      | 0      | 36     | 4      |
| 2023/24                   | AZ                    | Eredivisie     | 9          | 0          | 1     | 0     | 5      | 0      | 14     | 0      |
| 2023/24                   | → Excelsior Rotterdam | Eredivisie     | 18         | 0          | 1     | 0     | 0      | 0      | 19     | 0      |
| Carrièretotaal            | Carrièretotaal        | Carrièretotaal | 95         | 5          | 6     | 0     | 11     | 1      | 113    | 6      |
| Bijgewerkt op 20 mei 2024 |                       |                |            |            |       |       |        |        |        |        |

1 Raatsie ·
2 Bronkhorst ·
3 Pierie ·
4 Warmerdam ·
5 Widell ·
6 Blomme ·
7 Fini ·
8 Tielemans ·
9 Omorowa ·
10 Duijvestijn  ·
11 Booth ·
12 Zagré ·
14 Rosario ·
15 Naujoks ·
16 Mattheij ·
17 Martens ·
19 Groen ·
20 Hartjes ·
21 Donkor ·
22 De Almeida Reis ·
23 Hatenboer ·
24 Eijgenraam ·
26 Zandbergen ·
26 Nedd ·
28 Seedorf ·
28 Middendorp ·
28 Olivacce ·
29 Van Duinen ·
30 Sanches Fernandes ·
31 Cairo ·
32 De Moes ·
33 Bergraaf ·
38 Kuiper ·
38 Danquah ·
40 Holla ·
Coach: Den Uil
· Assistent-coach: Breuer
· Assistent-coach: Koster
· Assistent-coach: Verhaar
· Keeperstrainer: Graafland